# Folyók listája hosszúság szerint
A Föld 30 leghosszabb folyója.
| |       |         |        |               |             |
| \| Kontinensek színkódja \| Kontinensek színkódja \| Kontinensek színkódja \| Kontinensek színkódja \| Kontinensek színkódja \| Kontinensek színkódja \| \| --------------------- \| --------------------- \| --------------------- \| --------------------- \| --------------------- \| --------------------- \| \| Afrika \| Ázsia \| Óceánia \| Európa \| Észak-Amerika \| Dél-Amerika \| Fel lett cserélve az első kettőben a szín, Amazonasz Dél-Amerika, Nílus Afrika. |       |         |        |               |             |
| Kontinensek színkódja |       |         |        |               |             |
| Afrika | Ázsia | Óceánia | Európa | Észak-Amerika | Dél-Amerika |

| #   | Folyó                                                                               | Hosszúság (km) | Vízgyűjtő terület (km²) | Átlagos vízhozam (m³/s) | Torkolat           | Országok a vízgyűjtő területen |
| --- | ----------------------------------------------------------------------------------- | -------------- | ----------------------- | ----------------------- | ------------------ | --- |
| 1.  | Amazonas – Ucayali – Apurímac                                                       | 6 992          | 7 050 000               | 219 000                 | Atlanti-óceán      | Brazília, Peru, Bolívia, Kolumbia, Ecuador, Venezuela, Guyana |
| 2.  | Nílus – Kagera                                                                      | 6 650          | 3 254 555               | 2 300                   | Földközi-tenger    | Etiópia, Eritrea, Szudán, Uganda, Tanzánia, Kenya, Ruanda, Burundi, Egyiptom, Kongói Demokratikus Köztársaság, Dél-Szudán                                            |
| 3.  | Jangce (Jangce-kiang)                                                               | 6 300          | 1 800 000               | 31 900                  | Kelet-kínai-tenger | Kína |
| 4.  | Mississippi–Missouri–Jefferson                                                      | 6 275          | 3 248 000               | 21 300                  | Mexikói-öböl       | USA (98,5%), Kanada (1,5%) |
| 5.  | Jenyiszej–Angara–Szelenga                                                           | 5 539          | 2 580 000               | 20 200                  | Kara-tenger        | Oroszország (97%), Mongólia (2,9%) |
| 6.  | Sárga-folyó (Huangho)                                                               | 5 464          | 745 000                 | 2 110                   | Pohaj-tenger       | Kína |
| 7.  | Ob–Irtis                                                                            | 5 410          | 2 990 000               | 13 100                  | Ob-öböl            | Oroszország, Kazahsztán, Kína, Mongólia |
| 8.  | Paraná – Río de la Plata                                                            | 4 880          | 2 582 672               | 19 706                  | Atlanti-óceán      | Brazília (46,7%), Argentína (27,7%), Paraguay (13,5%), Bolívia (8,3%), Uruguay (3,8%)                                                                                |
| 9.  | Kongó–Chambesi (Zaire)                                                              | 4 700          | 3 680 000               | 41 800                  | Atlanti-óceán      | Kongói Demokratikus Köztársaság, Közép-afrikai Köztársaság, Angola, Kongói Köztársaság, Tanzánia, Kamerun, Zambia, Burundi, Ruanda                                   |
| 10. | Amur–Arguny                                                                         | 4 444          | 1 855 000               | 11 400                  | Ohotszki-tenger    | Oroszország, Kína, Mongólia |
| 11. | Léna                                                                                | 4 400          | 2 490 000               | 18 300                  | Laptyev-tenger     | Oroszország |
| 12. | Mekong                                                                              | 4 350          | 810 000                 | 16 000                  | Dél-kínai-tenger   | Kína, Mianmar, Laosz, Thaiföld, Kambodzsa, Vietnám |
| 13. | Mackenzie–Rabszolga-folyó–Peace–Finlay                                              | 4 241          | 1 790 000               | 9 800                   | Beaufort-tenger    | Kanada |
| 14. | Niger                                                                               | 4 200          | 2 090 000               | 7 900                   | Guineai-öböl       | Nigéria (26.6%), Mali (25.6%), Niger (23.6%), Algéria (7.6%), Guinea (4.5%), Kamerun (4.2%), Burkina Faso (3.9%), Elefántcsontpart, Benin, Csád                      |
| 15. | Brahmaputra–Jarlung Cangbó                                                          | 3 969          | 712 035                 | 21 993                  | Gangesz            | India (58.0%), Kína (19.7%), Nepál (9.0%), Banglades (6.6%), Bhután (2.4%)                                                                                           |
| 16. | Murray–Darling–Culgoa–Balonne–Condamine                                             | 3 672          | 1 061 000               | 450                     | Indiai-óceán       | Ausztrália |
| 17. | Tocantins–Araguaia                                                                  | 3 650          | 950 000                 | 17 100                  | Atlanti-óceán      | Brazília |
| 18. | Volga                                                                               | 3 645          | 1 380 000               | 8 080                   | Kaszpi-tenger      | Oroszország |
| 19. | Indus–Shiquan He                                                                    | 3 610          | 960 000                 | 5 589                   | Arab-tenger        | Pakisztán (93%), India, Kína |
| 20. | Shatt al-Arab–Eufrátesz–Murat                                                       | 3 596          | 884 000                 | 3 350                   | Perzsa-öböl        | Irak, Törökország, Szíria, Irán |
| 21. | Madeira–Mamoré–Grande–Caine–Rocha                                                   | 3 380          | 1 485 200               | 31 200                  | Amazonas           | Brazília, Bolívia, Peru |
| 22. | Purus                                                                               | 3 211          | 371 042                 | 10 970                  | Amazonas           | Brazília, Peru |
| 23. | Yukon                                                                               | 3 185          | 854 700                 | 7 000                   | Bering-tenger      | USA (59.8%), Kanada (40.2%) |
| 24. | São Francisco                                                                       | 3 180          | 610 000                 | 3 300                   | Atlanti-óceán      | Brazília |
| 25. | Szir-darja–Narin                                                                    | 3 078          | 219 000                 | 703                     | Aral-tó            | Kazahsztán, Kirgizisztán, Üzbegisztán, Tádzsikisztán |
| 26. | Salween                                                                             | 3 060          | 324 000                 | 6 700                   | Andamán-tenger     | Kína (52.4%), Mianmar (43.9%), Thaiföld (3.7%) |
| 27. | Szent Lőrinc–Niagara–Detroit–Saint Clair–Saint Marys–Saint Louis–North (Nagy-tavak) | 3 058          | 1 030 000               | 12 700                  | Szent Lőrinc-öböl  | Kanada (52.1%), USA (47.9%) |
| 28. | Rio Grande                                                                          | 3 057          | 570 000                 | 82                      | Mexikói-öböl       | USA (52.1%), Mexikó (47.9%) |
| 29. | Alsó-Tunguszka                                                                      | 2 989          | 473 000                 | 3 600                   | Jenyiszej          | Oroszország |
| 30. | Duna–Breg (Danube, Donau, Dunăre, Dunav, Dunaj)                                     | 2 888          | 817 000                 | 6 500                   | Fekete-tenger      | Románia (28.9%), Magyarország (11.7%), Ausztria (10.3%), Szerbia (10.3%), Németország (7.5%), Szlovákia (5.8%), Bulgária (5.2%), Horvátország (4.5%), Ukrajna (3.8%) |